# Jean-Baptiste Hertel de Rouville
Pour les articles homonymes, voir Hertel de Rouville.
Jean-Baptiste Hertel de Rouville (26 octobre 1668 à Trois-Rivières, Nouvelle-France -  30 juin 1722 sur l'île du Cap-Breton) est un militaire de la Nouvelle-France.

## Biographie
Jean-Baptiste Hertel de Rouville nait le 26 octobre 1668 à Trois-Rivières, dans une famille de militaires. Il est le troisième fils du tacticien renommé Joseph-François Hertel de la Fresnière. Très jeune, il s'engage dans les troupes de la marine et sert sous les ordres de son père. En 1687, il participe aux opérations militaires contre les tribus Sénécas dans la région de New York, sous les ordres du gouverneur de la Nouvelle-France Jacques-René de Brisay, marquis de Denonville. Il fait partie des défenseurs lors de la bataille de Québec. La seigneurie de Rouville lui est octroyée au Mont Saint-Hilaire en 1694.
Il épouse Jeanne Dubois le 23 novembre 1698 à Trois-Rivières, mais elle décède le 13 mai 1700.
Hertel de Rouville dirige plusieurs raids spectaculaires contre des colonies britanniques durant la guerre de Succession d'Espagne. Son fait d'armes le plus terrible est le raid et le massacre qui détruisent Deerfield, au Massachusetts, en 1704, dans lequel le lieutenant Hertel de Rouville dirige deux cents Amérindiens abenaki et iroquois et cinquante Canadiens. Prenant les habitants par surprise, il tue 54 colons et font plus de 100 prisonniers. Les prisonniers, parmi lesquels on trouvait des femmes et des enfants, sont emmenés à Québec, où ils sont adoptés par des familles mohawk catholiques à Kahnawake, près de Montréal.
La même année, Hertel de Rouville est envoyé à Terre-Neuve. Il participe aux opérations militaires contre Saint-Jean et d'autres villages anglais. En 1708, il est à la tête d'un expédition dont l'objectif ambitieux était de prendre Haverhill, Massachusetts en privant l'établissement du soutien des indiens. Jusqu'à la fin de la guerre de la reine Anne, il continua à mener des opérations similaires de raid et de pillage, ce qui inspirera à un officier anglais la description suivante « un officier très courageux, mais avant tout cruel et vindicatif » (en anglais : an officer of great courage, but pre-eminently cruel and vindictive).
Il épouse en secondes noces Marie-Anne Beaudoin, fille de Gervais Beaudoin et d'Anne Aubert le 6 février 1708 à Québec.
En 1708, il participa, au côté de Jean-Baptiste de Saint-Ours Deschaillons, à la tête d'une troupe d'une centaine de soldats et de dizaine d'Amérindiens, à un nouveau raid contre la Nouvelle-Angleterre. Ils quittèrent Montréal le 26 juillet 1708 en direction de Haverhill, ville frontière de la province de la baie du Massachusetts sur la rivière Merrimack. Cette ville avait déjà été prise par les Français lors d'un précédent raid en 1697.
Une fois la guerre terminée, en 1713, Hertel de Rouville est envoyé sur l'île Royale (île du Cap-Breton) pour participer au développement de la colonie française. Il choisit l'emplacement et supervise la construction de Fort Dauphin. Il devient commandant au Port-Toulouse en Acadie. En décembre 1721, il est fait chevalier de l'Ordre royal et militaire de Saint-Louis.
Il décède le 26 juin 1722 à Port-Dauphin, Acadie.

### Membres célèbres familiaux
Son père
Joseph-François Hertel de la Fresnière.
Deux de ses enfants,
l'aîné de la famille, Jean-Baptiste-François Hertel de Rouville
le benjamin de la famille, René-Ovide Hertel de Rouville.
L'un de ses petits-fils
Jean-Baptiste-Melchior Hertel de Rouville, fils de René-Ovide Hertel de Rouville.

## Hommages
- La municipalité régionale de compté de Rouville  a été nommée en son honneur.
- L'avenue de Rouville a été nommée en son honneur, en 1956, dans l'ancienne ville de Sainte-Foy, maintenant présente dans la ville de Québec.